# 賈敬龍案
賈敬龍案是2015年2月发生于河北省石家庄市的一起故意杀人案。案犯贾敬龙（1986年5月13日－2016年11月15日）为石家庄市北高营村人，因杀人罪于2015年11月24日被石家庄市中级人民法院一审判处死刑。该案因贾敬龙的遭遇以及审判中对情节的认定在中国内外引起了广泛讨论。

## 背景
2013年5月高营村旧房改造时贾敬龙的住宅楼被强拆，其未婚妻随后取消婚礼；之后数月贾为此事上访。
最高人民法院在死刑复核中认定贾敬龙为报复高营村村委会主任何建华购置、实验、改装了射钉枪，于2015年2月19日用射钉枪打死何建华。贾敬龙在逃离现场后当日被抓捕。2015年11月24日石家庄中院判处其死刑。2016年5月17日，河北省高级人民法院二审驳回上诉。2016年11月15日，石家庄中院对其执行死刑。